# 奥むめお
奥 むめお（おく むめお、1895年10月24日 - 1997年7月7日）は、日本の婦人運動家、政治家。参議院議員を計3期務め、1961年（昭和36年）に勲二等宝冠章を受章し、没後に正四位を追賜された。1989年（平成元年）に福井市名誉市民の称号を贈られた。本名は奥 梅尾（読み同じ）。

## 経歴

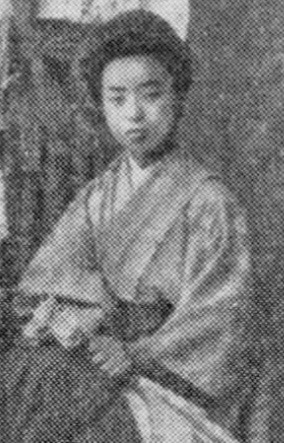
奥むめお（1910年）

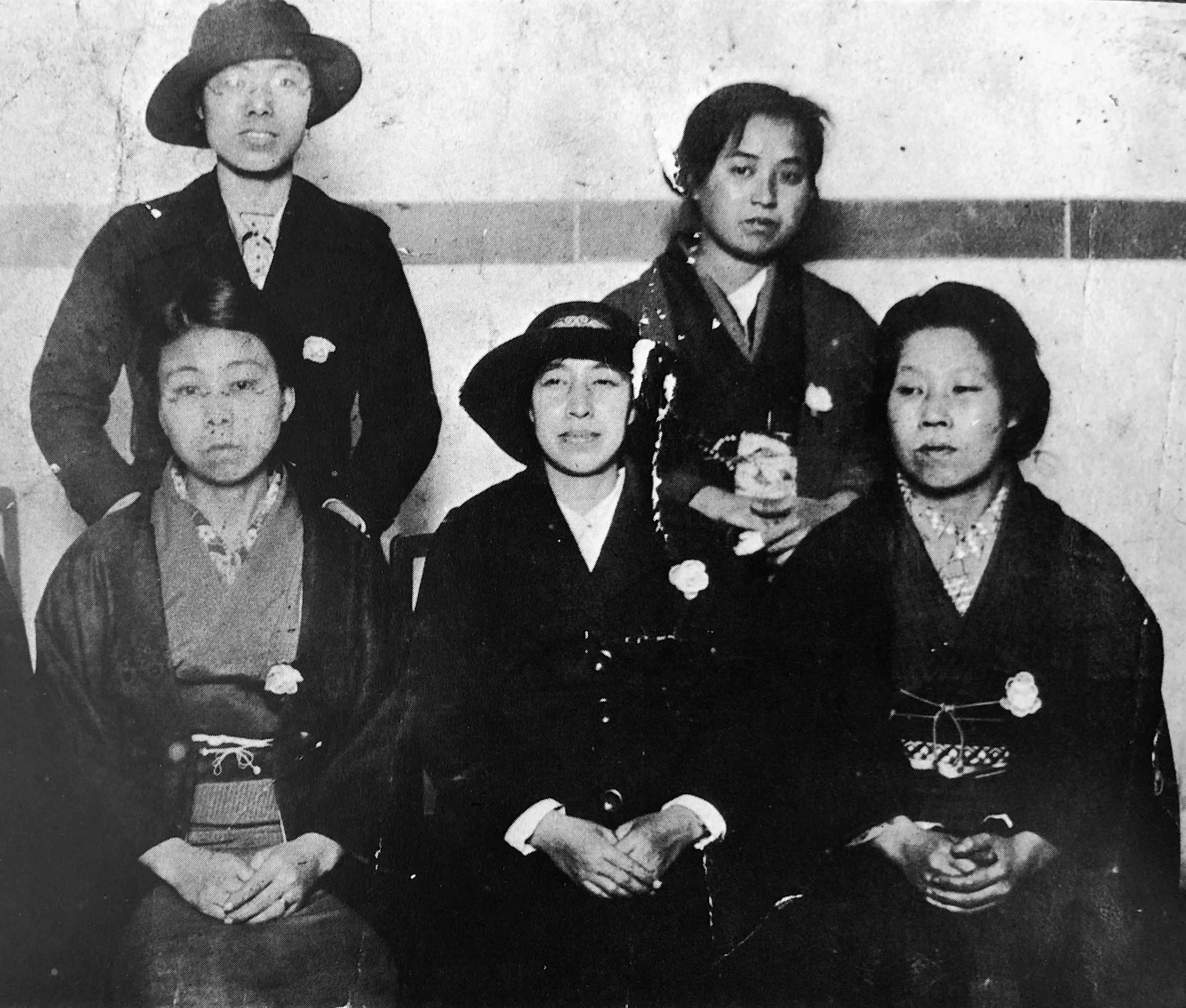
前列左から長谷川初音、平塚らいてう、賀川ハル。後列左から市川房枝、奥むめお。1920年3月撮影。

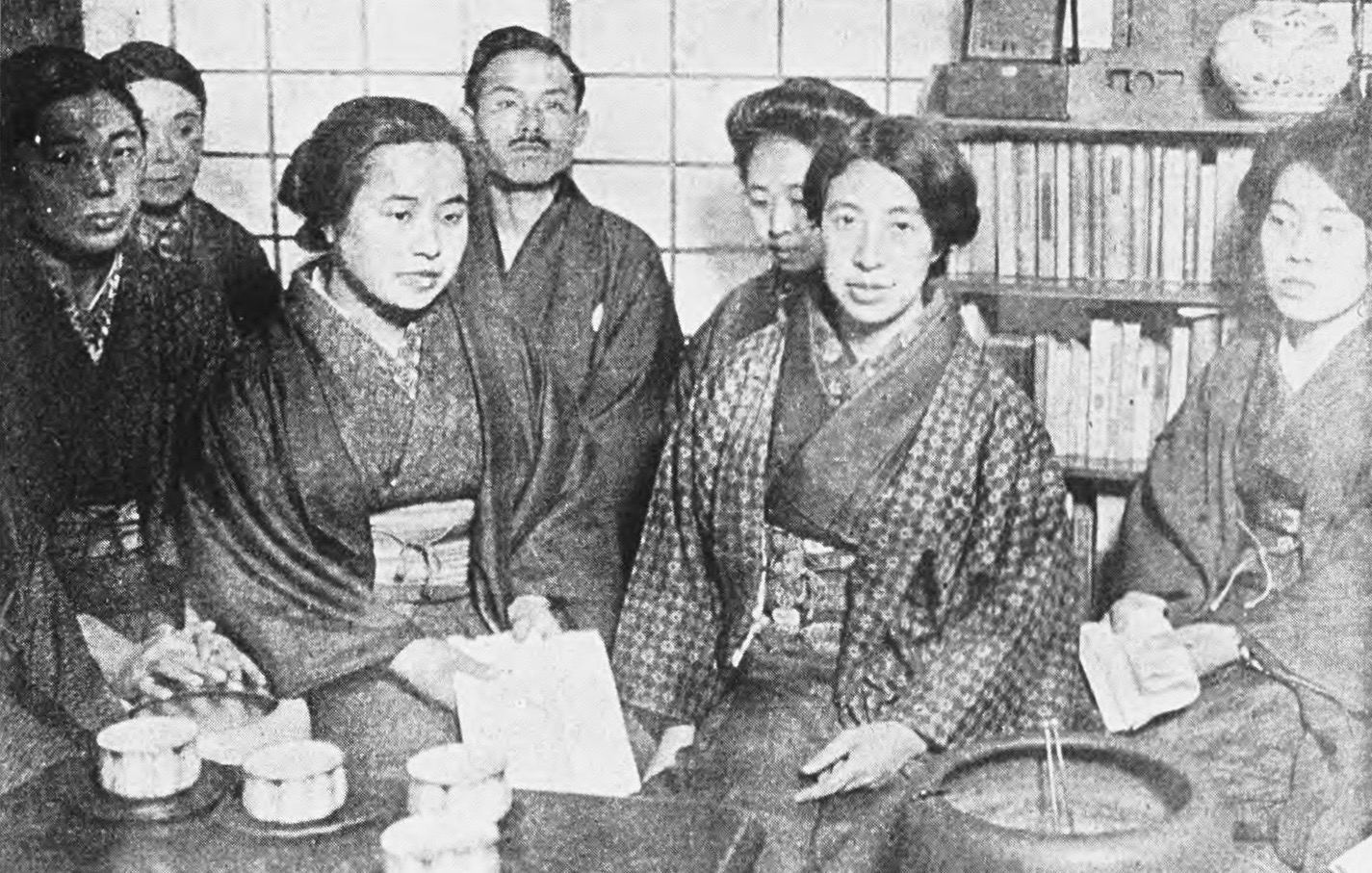
「新婦人協会」のメンバー。左から、市川房枝、1人おいて奥むめお、平山六之助、近藤真柄、平塚らいてう。右端の女性は不明。1920年1月6日撮影。

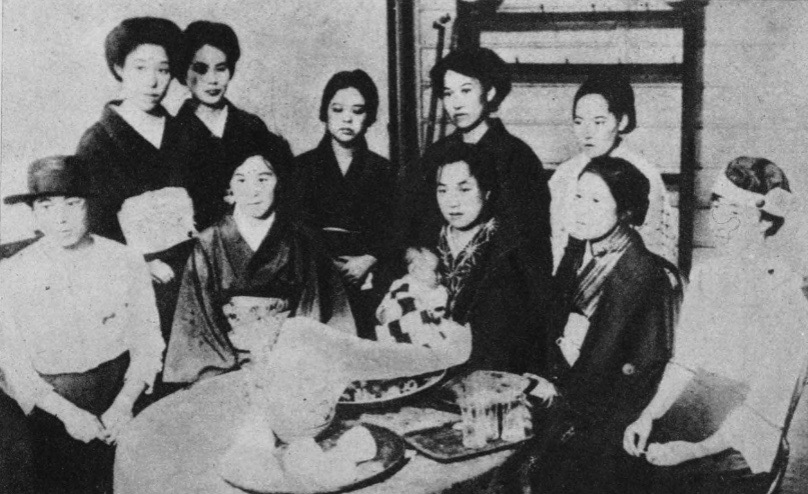
1920年7月18日、新婦人協会は治安警察法第5条改正を求める演説会を主催した。前列左から、市川房枝、氏名不詳、奥むめお、西川文子、平塚らいてう。

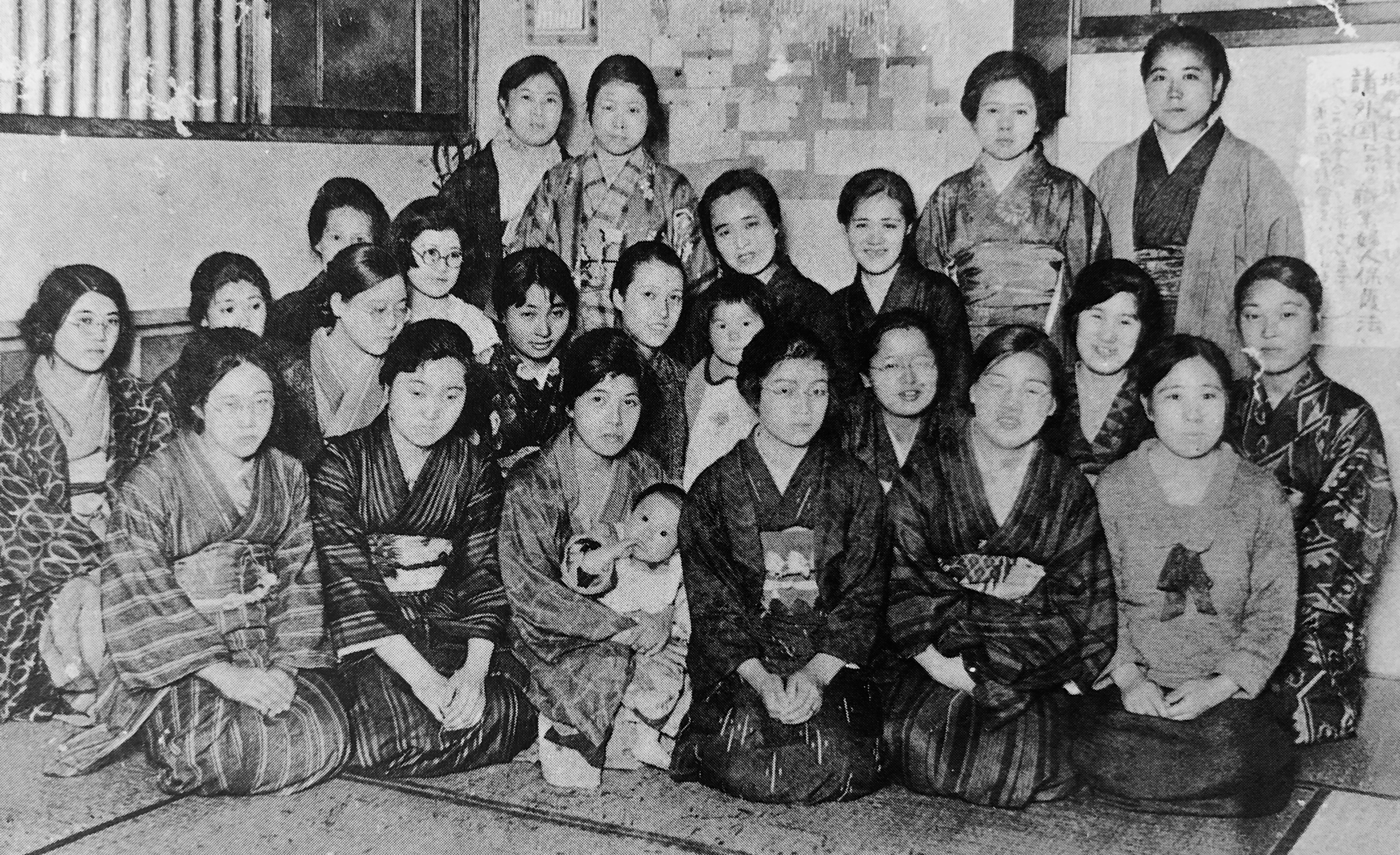
奥は職業婦人社において毎月、婦人運動のセミナーを開催した。1926年11月撮影。

福井県福井市の鍛冶屋、父・和田甚三郎、母・はまの長女として出生した。年少時から婦人労働問題に強い関心を示し、福井高等女学校（現在の福井県立藤島高等学校）を経て、1916年（大正5年）日本女子大学校卒業後、労働組合期成会の機関紙『労働世界』の記者になり、身分を偽り富士瓦斯紡績に一女工として潜入取材したレポートが反響を呼んだ。
1920年（大正9年）、政治的要求を綱領に掲げる初の婦人団体「新婦人協会」を平塚らいてう、市川房枝らと設立して共に理事に就任したが、国際共産主義運動から女性解放運動への転向を、赤瀾会の山川菊榮らから批判された。1921年（大正10年）6月26日に市川が理事を辞任して渡米し、平塚も健康上の理由により協会運営から退いたため、協会の活動は奥と坂本真琴が中心となって継続した。本部事務所を坂本宅に移し、機関誌『女性同盟』の編集は奥が引き継ぎ、自宅を編集部に宛てた。
1922年（大正11年）には、新婦人協会の第一目標であり、女性の集会の自由を阻んだ治安警察法第五条二項の改正に漕ぎ着けたが、協会内における路線対立が激化し解散となる。
1923年（大正12年）、自らの団体「職業婦人社」を旗揚げし、雑誌『職業婦人』（後に『婦人と労働』→『婦人運動』と改題）を発刊し運動を継続した。
1926年（大正15年）、国際労働協会婦人委員会の第1回会合に参加した。
消費者運動にも意を注ぎ、1928年（昭和3年）婦人消責組合協会を立ち上げた他、1930年（昭和5年）には託児所兼集会所『婦人セツルメント』（後に『働く婦人の家』に発展）を設け全国展開した。日本生活協同組合連合会の副会長や全国婦人会館協議会会長を務めた。
戦時中は国民精神総動員運動、大政翼賛会などに積極協力したとして戦後批判される。

### 参議院議員
1945年（昭和20年）11月21日に治安警察法が廃止され、結社権が復活した。次いで同年12月17日の改正衆議院議員選挙法公布により女性の国政参加が認められ、11月から12月にかけて誕生した日本社会党、日本自由党、日本進歩党、日本協同党、および再建された日本共産党の間で、女性議員候補の獲得合戦が始まった。各党は競い合うように「婦人部」をつくり、その部長として著名人の取り込みも始めた。奥は12月18日に結成された日本協同党の婦人部長に就任した。
1947年（昭和22年）の第1回参議院議員通常選挙に国民協同党公認で全国区から出馬し、抜群の知名度を利して上位初当選した。無所属（院内会派緑風会所属）で活動を行う。
1948年（昭和23年）、主婦連合会を結成して会長に就任し、エプロン（割烹着）としゃもじを旗印に、不良品追放や『主婦の店』選定運動を全国展開した。
1956年（昭和31年）、千代田区六番町に主婦会館を建設し初代館長となり、消費者・婦人運動を終生指導し続けた。
1959年（昭和34年）の参院選で3期目の当選を果たす。
1965年（昭和40年）の参院選は出馬せず、政界を引退した。
同年10月15日、「国民参政75周年・普通選挙40周年・婦人参政20周年記念式典」が日本武道館で開かれた。天皇皇后が出席し、約6千人が参加したこの式典で、10名に対し特別顕彰があった。婦人参政に功績があった者として、奥、市川房枝、久布白落実が表彰された（山川菊栄も選ばれていたが、山川は辞退した）。
1997年（平成9年）7月7日午前0時15分、老衰のため新宿区若葉一丁目の自宅で死去した。101歳没。同月10日の告別式は主婦連合会、主婦会館及び全国婦人会館協議会と奥家が合同で執り行い、初当選の際に国民協同党所属議員だった縁で、当時同党の書記長だった三木武夫（後に首相）の妻・睦子が葬儀委員長を務めた。墓所は神奈川県川崎市多摩区の春秋苑にある。

## 著書
- 『婦人問題十六講』新潮社、1925年
- 『花ある職場へ』 文明社、1941年
- 『新女性の道』金鈴社、1942年
- 『戦ふ女性 女も働かねばならぬ』大政翼賛会、1943年
- 『台所と政治 団結した主婦たち』婦人団体シリーズ、大蔵省印刷局、1952年
- 『あけくれ』ダヴィッド社、1957年
- 『野火あかあかと‐奥むめお自伝‐』ドメス出版、1988年
  - 新装復刊『奥むめお‐野火あかあかと‐』（人間の記録51）日本図書センター、1997年